# ستيفن كابلان
ستيفن كابلان (بالإنجليزية: Stephen Kaplan)‏ هو مبارز بالسيف أمريكي، ولد في 1 ديسمبر 1949 في نيويورك في الولايات المتحدة.

## وصلات خارجية
- ستيفن كابلان على موقع أوليمبيديا (الإنجليزية)